# Ejecuciones públicas en Irán

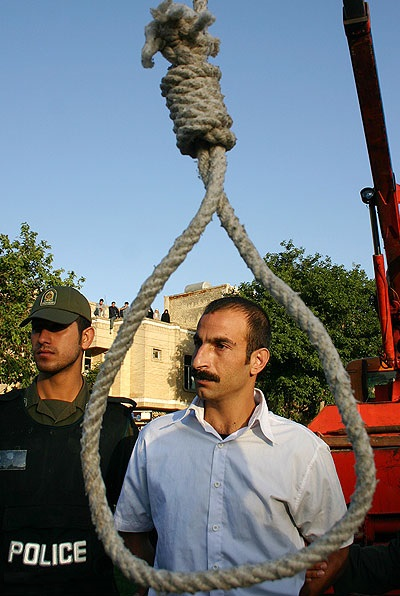
Ejecución pública de un condenado por atraco a un banco, 2006.

Las ejecuciones públicas en Irán es una práctica que se mantiene aún en la República Islámica de Irán. Para el 2013, solo cuatro países en el mundo mantenían esta práctica.
En Irán, las ejecuciones públicas ocurrieron regularmente durante la dinastía Qajar, pero declinaron con la Revolución Constitucional Persa y se convirtieron en algo raro bajo la dinastía Pahlavi. Con el establecimiento de la República Islámica de Irán en 1979, las ejecuciones públicas regresaron a una escala sin precedentes.

## República Islámica de Irán
Tras la Revolución Islámica de 1979 y el establecimiento de la República Islámica, las ejecuciones públicas se convirtieron en algo habitual. La gran mayoría de las ejecuciones públicas se llevaron a cabo en la horca. A menudo, las grúas montadas en camiones servían como horcas improvisadas. Los condenados, y en algunos casos varios presos, generalmente se paraban en una plataforma ante una multitud en un estadio o plaza. El prisionero era levantado del suelo por una grúa, con la cuerda alrededor de su cuello, lo que provocaba una muerte más lenta por estrangulamiento. En otros casos, se colocaba al condenado de pie sobre un taburete, que luego se retiraba bruscamente, dejando que el individuo muriera asfixiado pero apenas colgando del suelo.  Según un informe de Amnistía Internacional de 1990, "la flagelación antes de la ejecución es relativamente común".
En algunas ciudades de provincia se recuperaron formas tradicionales de ejecución, como la lapidación, por delitos morales. En las lapidaciones, se anima a los espectadores a participar tirando piedras a los condenados. En 1990, Amnistía Internacional "registró las primeras ejecuciones llevadas a cabo por decapitación en los tiempos modernos en Irán".
En los casos de homicidio, el tutor o un familiar de la víctima tiene derecho a realizar la ejecución pública o contratar a otra persona para que la realice.
Las autoridades gubernamentales generalmente han evitado ejecutar públicamente a los presos políticos porque genera una mayor protesta nacional e internacional. No obstante, los presos políticos aún han sido ejecutados públicamente, en algunos casos con el pretexto de ser narcotraficantes. En prisiones como Evin, los presos políticos se han visto obligados a presenciar o incluso participar en ejecuciones retirando cadáveres. En la década de 1980, los reclusos recién llegados se cruzaban con filas de prisioneros ahorcados al entrar por el patio principal.
El informe del Secretario General de las Naciones Unidas sobre la situación de los derechos humanos en Irán correspondiente al año 2017 señala que de 4.741 ejecuciones entre 2010 y 2016, 3.210 se basaron en sentencias dictadas por Tribunales Revolucionarios en Irán.